# Церква Введення в храм Пречистої Діви Марії (Звенигород)
Церква Введення в храм Пречистої Діви Марії в Звенигороді — парафія і храм греко-католицької громади Бучацького деканату Бучацької єпархії Української греко-католицької церкви в селі Звенигород Чортківського району Тернопільської области.

## Історія церкви
Своє заснування парафія села Звенигород веде від XVIII століття. Згідно з фундаційною грамотою графа Стефана Потоцького, виданою у Любліні 7 грудня 1712 року на заснування Василіянського монастиря в Бучачі, родина Потоцьких передала село Звенигород у його власність. Ймовірно, що з цього часу і була заснована греко-католицька громада.
Парафіяльний храм, що зберігся до наших днів і яким нині користується громада ПЦУ, був збудований у 1923 році. Імовірно, на цьому місці стояв давніший храм, про що свідчить пам’ятний хрест на церковному подвір’ї з написом: «На цьому місці був вівтар храму...».
Після Львівського псевдособору 1946 року, коли УГКЦ почали переслідувати, у Звенигороді активно діяла підпільна греко-католицька громада.
Церква 1923 року була підірвана під час Другої світової війни, а в 1989 році відновлена силами місцевих жителів. На жаль, у 90-х роках минулого століття через міжконфесійні протистояння громада розділилася, і більшість парафіян, що перейшли до ПЦУ, заявили свої права на храм. Згодом греко-католикам передали проборство та костел, проте він виявився непридатним для богослужінь, оскільки в радянський період там був колгоспний склад міндобрив і хімікатів.
Тоді, за ініціативи парафіян і тодішнього священника Володимира Шафрана, та з благословення владики Михаїла Сабриги, було вирішено збудувати невеликий храм, який завершили у 2002 році. Нову церкву освятив владика Іриней Білик.
При парафії діють: братство «Апостольство молитви», біблійний гурток, Вівтарна дружина.

## Парохи
- о. Василь Мельник (1899—1949),
- о. Софрон Дмитерко,
- о. Степан Легкий,
- о. Павло Василик,
- о. Тарас Сеньків,
- о. Григорій і Микола Сімайли,
- о. Йосип Мороз,
- о. Петро Прибула,
- о. Олег Гронський (2004—2007).